# Tom Cleverley
Tom Cleverley, né le 12 août 1989 à Basingstoke, est un ancien footballeur international anglais qui évolue au poste de milieu de terrain avant de devenir entraîneur.

## Biographie
Cleverley est né à Basingstoke (Hampshire), mais grandit à Bradford (West Yorkshire). Il fait partie de l'académie des jeunes de Bradford City avant de rejoindre celle de Manchester United à l'âge de 11 ans en juillet 2000. Au cours de la saison 2005-2006, il prend part à neuf rencontres en moins de 18 ans. Il commence à être convoqué en équipe réserve en 2006. 

### Manchester United, plusieurs prêts
Grâce à ses bonnes performances avec la réserve mancunienne, Cleverley est appelé en équipe première de Manchester United pour la tournée amicale en Afrique du Sud et le match contre Portsmouth au Nigeria en juillet 2008. Il fait ses débuts contre les Kaizer Chiefs en finale de la Vodacom Challenge 2008, entrant en lieu et place de Rodrigo Possebon à la mi-temps, avant qu'il ne marque le troisième des quatre buts de United, son premier au niveau professionnel.
Le 16 janvier 2009, Tom Cleverley est prêté à Leicester City pour le reste de la saison 2008-2009. Il fait ses débuts le 19 janvier suivant lors de la victoire 2-0 contre Yeovil Town. Après deux buts en 15 matchs pour Leicester, le prêt de Cleverley prend une fin prématurée, après être sorti touché à l'épaule contre Colchester United. Il retourne ensuite à Manchester United pour son traitement et subit une intervention chirurgicale le 2 avril 2009. Bien que son prêt soit terminé, Cleverley fait partie de l'équipe championne d'Angleterre de D3.
En fin de saison, Cleverley est nommé par le manager de l'équipe réserve de Manchester United Ole Gunnar Solskjær pour le prix du joueur de réserve de l'année.
En juin 2011, il fait partie de l'effectif anglais participant à l'Euro espoirs 2011 mais les Young Lions dirigés par Stuart Pearce ne passent pas le premier tour.
Après deux saisons de prêt à Watford puis Wigan, Cleverley est intégré à l'effectif professionnel des Red Devils et réalise une pré-saison convaincante lors de la tournée américaine de Manchester United en juillet 2011. Alex Ferguson décide alors de conserver le jeune milieu anglais. 
Le 7 août de la même année, il entre à la mi-temps à la place de Michael Carrick lors du Community Shield remporté par Manchester United, pendant ce match il offre une passe décisive à Nani. Sa bonne performance lui vaut d'être convoqué par Fabio Capello pour le match amical de l'Angleterre face aux Pays-Bas mais il n'entre pas en jeu.
Il commence le championnat en tant que titulaire et lors du second match qui se déroule à domicile face à Tottenham, il délivre une passe décisive à Danny Welbeck pour l'ouverture du score (3-0). Le 10 octobre, Cleverley signe un nouveau contrat de quatre ans avec le club mancunien, ce qui le lie désormais aux Red Devils jusqu'en 2015.
Le 2 juillet 2012, Cleverley fait partie des dix-huit joueurs sélectionnés par Stuart Pearce pour disputer les Jeux olympiques de Londres avec la Grande-Bretagne.
La saison 2012-2013 marque une étape importante dans la carrière de Cleverley qui honore sa première sélection en A lors du match amical des Anglais face à l'Italie (victoire 2-1) le 15 août 2012 et marque son premier but en faveur des Red Devils à l'occasion de la rencontre comptant pour le troisième tour de la Coupe de la Ligue anglaise face à Newcastle United (victoire 2-1) le 26 septembre 2012. Alex Ferguson lui donne sa confiance en l'alignant à 32 reprises pour 4 buts. L'arrivée de David Moyes sur le banc mancunien ne change pas la donne mais il doit faire face à la concurrence de Marouane Fellaini.
Le 1er septembre 2014, il est prêté à Aston Villa. Il s'impose rapidement dans l'effectif de Paul Lambert et malgré un début de saison prometteur, les Villans se retrouvent rapidement en bas de classement. Lambert est limogé le 11 février 2015 et est remplacé par Tim Sherwood qui reprend l'équipe avec comme objectif de maintenir le club en Premier League. Les Villans font par ailleurs un bon parcours en Coupe d'Angleterre, mais s'inclinent en finale contre Arsenal (0-4).

### Everton FC
Le 5 juin 2015, Cleverley signe un contrat de cinq saisons en faveur du club d'Everton. Le 8 août suivant, il dispute sa première rencontre sous le maillot des Toffees en étant titularisé lors de la première journée face à Watford (2-2).

### Watford FC
Le 12 janvier 2017, Cleverley est prêté pour six mois avec option d'achat à Watford. Le 31 mars 2017, Watford annonce que l'option d'achat sera levée à l'issue de la saison. Le milieu anglais prend part à dix-sept matchs de Premier League avant de rejoindre officiellement Watford pour cinq ans le 1er juillet 2017.

## Statistiques
| Saison                | Club                  | Championnat           | Championnat | Championnat | Coupe(s) nationale(s) | Coupe(s) nationale(s) | Compétition(s) continentale(s) | Compétition(s) continentale(s) | Compétition(s) continentale(s) | Angleterre | Angleterre | Total | Total |
| Saison                | Club                  | Division              | M.          | B.          | M.                    | B.                    | Comp.                          | M.                             | B.                             | M.         | B.         | M.    | B.    |
| 2008-2009             | Leicester City (prêt) | League One            | 15          | 2           | -                     | -                     | -                              | -                              | -                              | -          | -          | 15    | 2     |
| 2009-2010             | Watford (prêt)        | Championship          | 33          | 11          | 2                     | 0                     | -                              | -                              | -                              | -          | -          | 35    | 11    |
| 2010-2011             | Wigan Athletic (prêt) | Championship          | 25          | 4           | -                     | -                     | -                              | -                              | -                              | -          | -          | 25    | 4     |
| 2014-2015             | Aston Villa (prêt)    | Premier League        | 31          | 3           | 6                     | 0                     | -                              | -                              | -                              | -          | -          | 37    | 3     |
| Sous-total            | Sous-total            | Sous-total            | 104         | 20          | 8                     | 0                     | -                              | -                              | -                              | -          | -          | 112   | 20    |
| 2011-2012             | Manchester United     | Premier League        | 10          | 0           | 2                     | 0                     | C3                             | 3                              | 0                              | -          | -          | 15    | 0     |
| 2012-2013             | Manchester United     | Premier League        | 22          | 2           | 5                     | 2                     | C1                             | 5                              | 0                              | 9          | 0          | 41    | 4     |
| 2013-2014             | Manchester United     | Premier League        | 22          | 1           | 5                     | 0                     | C1                             | 5                              | 0                              | 4          | 0          | 36    | 1     |
| Sous-total            | Sous-total            | Sous-total            | 54          | 3           | 12                    | 2                     | -                              | 13                             | 0                              | 13         | 0          | 92    | 5     |
| 2015-2016             | Everton FC            | Premier League        | 22          | 2           | 8                     | 0                     | -                              | -                              | -                              | -          | -          | 30    | 2     |
| 2016-2017             | Everton FC            | Premier League        | 10          | 0           | 2                     | 0                     | -                              | -                              | -                              | -          | -          | 12    | 0     |
| Sous-total            | Sous-total            | Sous-total            | 32          | 2           | 10                    | 0                     | -                              | -                              | -                              | -          | -          | 42    | 2     |
| 2016-2017             | Watford FC (prêt)     | Premier League        | 17          | 0           | -                     | -                     | -                              | -                              | -                              | -          | -          | 17    | 0     |
| 2017-2018             | Watford FC            | Premier League        | 23          | 1           | 2                     | 0                     | -                              | -                              | -                              | -          | -          | 25    | 1     |
| 2018-2019             | Watford FC            | Premier League        | 13          | 1           | 4                     | 0                     | -                              | -                              | -                              | -          | -          | 17    | 1     |
| 2019-2020             | Watford FC            | Premier League        | 18          | 1           | 1                     | 0                     | -                              | -                              | -                              | -          | -          | 19    | 1     |
| 2020-2021             | Watford FC            | Championship          | 34          | 4           | -                     | -                     | -                              | -                              | -                              | -          | -          | 34    | 4     |
| 2021-2022             | Watford FC            | Premier League        | 28          | 0           | 2                     | 0                     | -                              | -                              | -                              | -          | -          | 30    | 0     |
| 2022-2023             | Watford FC            | Championship          | 4           | 1           | -                     | -                     | -                              | -                              | -                              | -          | -          | 4     | 1     |
| Sous-total            | Sous-total            | Sous-total            | 137         | 8           | 9                     | 0                     | -                              | -                              | -                              | -          | -          | 146   | 8     |
| Total sur la carrière | Total sur la carrière | Total sur la carrière | 327         | 33          | 39                    | 2                     | -                              | 13                             | 0                              | 13         | 0          | 392   | 35    |

## Palmarès

### En club
- Leicester City
  - Champion d'Angleterre de troisième division en 2009.

- Manchester United
  - Champion d'Angleterre en 2013.
  - Vainqueur du Community Shield en 2011 et 2013.
  - Vice-champion d'Angleterre en 2012.

- Aston Villa
  - Finaliste de la Coupe d'Angleterre en 2015.

- Watford FC
  - Finaliste de la Coupe d'Angleterre en 2019.
  - Vice-champion d'Angleterre de deuxième division en 2021.